# Governador Newton Bello
Governador Newton Bello este un oraș în unitatea federativă Maranhão (MA), Brazilia.